# Малиржова, Гелена
Гелена Малиржова (чеш. Helena Malířová), девичья фамилия Гелена Носкова (31 октября 1877[…], Прага, Цислейтания[…] — 17 февраля 1940[…], Прага[…]) — чешская журналистка, писательница и переводчик. В центре творчества писательницы были проблема женской эмансипации. Некоторые произведения переведены на русский язык.

## Биография
Родилась в семье Йозефа Носека (1829—1899), работавшего по различным профессиям — контролером, бухгалтером, администратором и клерком мэрии Праги. Он также был литератором, издавался в журналах и иногда переводился с венгерского.
Гелена была старшей из двух дочерей в семье. Она и её сестра Ружена (позже актриса Ружена Наскова) выросли в садовом домике так называемой Вилле Америка в районе Нове-Место Праги. Ружена вспоминала, как старшая Гелена писала сказки и умело рисовала с детства. Однако до смерти отца она не смела выражать свою страсть к литературе.

### Вход в литературу
Около 1900 года сестры познакомились с ведущими интеллектуалами своего времени, среди которых были Станислав Костка Нейман, Камилла Нейманнова, Франтишек Ксаверий Свобода, Антонин Клаштерский. Гелена также познакомилась со своим будущим мужем, студентом юридического факультета, поэтом Яном Малиржем (1878—1909). В это же время был опубликован её первый рассказ «Сердце человека» в журнале Modern Revue.
В 1904 году после пяти лет знакомства она вышла замуж за Яна Малиржа; однако их брак был недолгим, Ян Малирж умер 14 ноября 1909 года от туберкулеза.

### Журналист и писатель
Нетрадиционное мышление Елены Малиржовой выразилось ещё в 1910 году, когда она покинула Римско-католическую церковь отказавшись от религии. После смерти мужа она путешествовала по Европе, а в 1912 году участвовала в сербско-турецкой войне в качестве репортера и медсестры на Балканах. С 1913 года она жила в Вене. Здесь она познакомилась с Иваном Ольбрахтом и под его влиянием вступила в Социал-демократическую партию, работала в редакции Венских рабочих листов. В 1916 году вместе с Ольбрахтом она вернулась в Прагу, а с 1920 года они жили в доме Антала Сташека в его доме в пражском Крче.
Под влиянием Ольбрахта она была сильно ориентирована на левых, чаще всего нацеливая свои работы на пролетарскую среду. В 1920 году она посещала II Всемирный конгресс Коммунистического Интернационала, проходивший в Петрограде и Москве. Она была одним из основателей Коммунистической партии Чехословакии и как журналистка она публиковалась в основном в коммунистической и социал-демократической прессе. За революционную деятельность подвергалась арестам.

### Разрыв с коммунистической партией
В 1929 году вместе с шестью другими писателями (Станиславос Костка Нейманом, Владиславом Ванчурой, Йозефом Гора, Ярославом Зейфертом, Марией Майеровой и Иваном Ольбрахтом) подписала так называемый Манифест семи против ряда инициатив Компартии, и была исключена из партии, однако связей с рабочим движением не порывала.

### Последние годы
Гелена Малиржова была партнёром Ивана Ольбрахта до 1935 года, когда он оставил её ради своей будущей жены Ярославы Келлеровой. В 1936 году она снова посетила несколько европейских стран и вместе с делегацией чешской интеллигенции побывала Испанию, в то время охваченную гражданской войной. С 1936 года она жила одна.
Умерла от болезней сердца, её урна хранится в колумбарии в Праге-Страшнице.

## Произведения

### Сборники рассказов
- 'Человеческое сердце', 1903;
- 'Нежные цветы', 1907;

### Романы
- 'Право на счастье', 1908;
- 'Сердце не знает покоя', 1918;
- 'Победа', 1918;
- 'Благословение', 1920;
- 'Мариола',  1940 (опубликован посмертно);

### Циклы романов
- 'Цвет крови' (1932),
- 'Наследство' (1933),
- 'Десять жизней' (1937)